# Nguyễn Thanh Sơn (Kiên Giang)
Nguyễn Thanh Sơn (sinh năm 1960) là một chính khách người Việt Nam. Ông nguyên là Ủy viên Ban Chấp hành Trung ương Đảng khóa XII, nguyên Phó Chủ nhiệm Ủy ban Kiểm tra Trung ương, nguyên Bí thư Tỉnh ủy Kiên Giang, nguyên Chủ tịch Hội đồng nhân dân tỉnh Kiên Giang.

## Tiểu sử
Ông sinh ngày 15 tháng 10 năm 1960, quê quán xã Vĩnh Thuận, huyện Vĩnh Thuận, tỉnh Rạch Giá (nay là tỉnh Kiên Giang)

## Quá trình công tác
- Ủy viên (dự khuyết) Ban Chấp hành Trung ương Đảng Cộng sản Việt Nam khoá X (2006-2011);
- Phó Bí thư Tỉnh ủy Kiên Giang khóa IX, nhiệm kỳ 2010-2015 (đến 13/7/2011);
- Chủ tịch Ủy ban nhân dân tỉnh Kiên Giang khoá VII, nhiệm kỳ 2004 – 2011 (từ 10/12/2010-21/6/2011);
- Chủ tịch Hội đồng nhân dân tỉnh Kiên Giang khoá VIII, nhiệm kỳ 2011-2016 (từ 21/6/2011);
- Bí thư Tỉnh ủy Kiên Giang khóa IX, nhiệm kỳ 2010-2015 (từ 13/7/2011) thay ông Bùi Quang Bền.[2]
- Ủy viên Ủy ban Kiểm tra trung ương khóa XI (2011-2016)
- Tháng 3/2015, Phó Chủ nhiệm Ủy ban Kiểm tra Trung ương Đảng Cộng sản Việt Nam.
- Sau Đại hội XIII (01/2021), ông chính thức nghỉ hưu.